# Buk-gu, Gwangju
Buk-gu (koreanska: 북구) är ett av de fem stadsdistrikten i staden Gwangju i den södra delen av  Sydkorea, 260 km söder om huvudstaden Seoul.

## Administrativ indelning
Buk-gu indelas administrativt i 28 stadsdelar: 
Dongnim-dong,
Duam 1-dong,
Duam 2-dong,
Duam 3-dong,
Geonguk-dong,
Ilgok-dong,
Im-dong,
Jungang-dong,
Jungheung 1-dong,
Jungheung 2-dong,
Jungheung 3-dong,
Maegok-dong,
Munheung 1-dong,
Munheung 2-dong,
Munhwa-dong,
Ochi 1-dong,
Ochi 2-dong,
Punghyang-dong,
Samgak-dong,
Seokgok-dong,
Sinan-dong,
Sinyong-dong,
Unam 1-dong,
Unam 2-dong,
Unam 3-dong,
Usan-dong,
Yangsan-dong och
Yongbong-dong.